# 伊東直輝
伊東 直輝 (いとう なおき 1994年 9月23日 - ) は、北海道千歳市生まれの技術者。
オランダ・ アムステルダムにて開催されたプレ技能五輪国際大会に出場し、優勝。それを経て、長谷川準選手と共に自動走行するマシンの設計、製作、プログラミングを2人1組で行う競技である、移動式ロボットに出場し、金メダルを獲得した。

## 経歴
北海道千歳市に生まれる。
2009年、北海道苫小牧工業高等学校へ進学。機械工作研究部にて活躍をする。
2012年、北海道苫小牧工業高等学校を卒業。
株式会社デンソーへ入社する。
2015年:第43回 技能五輪国際大会 ブラジル・サンパウロ大会に出場。